# Důl Jan Karel
Důl Jan Karel byl černouhelný těžební závod společnosti OKD, který se nachází v Karviné-Dolech. Po postupném útlumu dolu Doubrava se Jan Karel stal jediným činným závodem skupinového dolu ČSA. K ukončení těžby na dole ČSA došlo v únoru 2021.
Součástí celku obou dolů s názvy „Jan“ a „Karel“ byla také úpravna uhlí, teplárna společnosti Dalkia Česká republika. Od roku 1843 do roku 1997 byla součástí Koksovna Jan - ČSA Karviná. Na počátku těžby v dole Jan bylo několik prorubaných vodorovných štol s délkou až do přibližně 70 metrů. Posléze bylo vyhloubeno několik svislých šachet s ventilací čerstvého vzduchu s více poschodími těžebních štol černého uhlí, obdobným způsobem byl založen důl Karel. Ve 20. století se zavedla čidla na kontrolu stavu horních mezních hodnot plynů (např. oxid uhelnatý, metan), svislé výtahy v šachtách, šatny, závodní jídelny, pracovníci dostávali k práci elektrické lampy s přílbami, oděv a ostatní ochranné pracovní pomůcky, elektricky napájené pracovní nářadí k výkonu práce, bagry, stěrače atp. V přilehlé koksovně se zpracovávalo vytěžené černé uhlí na tepelně výhřevnější koks a svítiplyn, jež se následně prodával odběratelům. Takováto těžba probíhala až do současného rozměru nynějších dolů.